# 科克赛德
科克赛德（荷蘭語：Koksijde，荷蘭語發音：[ˈkɔksɛi̯də] ⓘ，法語發音：[kɔksid]）是比利时弗拉芒大區西佛兰德省弗尔讷区的一个市镇，北濒北海，通行荷蘭語，是弗拉芒社群的一部分，面积50.36平方千米，人口21,957人（2018年1月1日）。